# Begonia ramentacea
Espèce
Synonymes
- Begonia oregana Klotzsch[1]
- Pritzelia ramentacea (Paxton) Klotzsch[1]

Begonia ramentacea est une espèce de plantes de la famille des Begoniaceae. Ce bégonia est originaire du Brésil. L'espèce fait partie de la section Pritzelia. Elle a été décrite en 1846 par Joseph Paxton (1803-1865). L'épithète spécifique ramentacea signifie « couverte d'écailles », en référence à la tige écailleuse.

## Répartition géographique
Cette espèce est originaire du pays suivant : Brésil.